# Yaprak Dökümü (série télévisée)
 (décembre 2017).
Si vous disposez d'ouvrages ou d'articles de référence ou si vous connaissez des sites web de qualité traitant du thème abordé ici, merci de compléter l'article en donnant les références utiles à sa vérifiabilité et en les liant à la section « Notes et références ».
Yaprak dökümü (français : La Chute des feuilles, bosniaque : Kad lišće pada) est une série télévisée turque produite entre 2005 et 2010. Elle est adaptée du roman du même nom de l'auteur et diplomate Reşat Nuri Güntekin de 1939.
La série est diffusée de 2005 à 2010 en Turquie, puis de 2010 à 2014 dans les Balkans.

## Synopsis
La série raconte la vie mouvementée de la famille traditionnelle Tekin.